# Kilalo
Kilalo è una circoscrizione rurale (rural ward) della Tanzania situata nel distretto di Bariadi, regione del Simiyu. Conta una popolazione di 9 953 abitanti (censimento 2012).